# Марнеулі
Марнеулі (груз. მარნეული) — місто в мхаре Квемо-Картлі, Грузія; адміністративний центр муніципалітету Марнеулі. У місті мешкає більше 23 895 осіб (2022), головною етнічною групою є азербайджанці. 

## Географія
Марнеулі знаходиться на відстані 30 км на південь від Тбілісі, недалеко від кордонів з Азербайджаном і Вірменією на річці Алгеті, притоці Кури. Статус міста надано 1964 року.

## Клімат
Помірно теплий степовий клімат. Помірно холодна зима і спекотне літо. Середньорічна температура становить 12 °C, у січні і 0 ° С, липня 23,9 °C. Абсолютний мінімум — 25 ° С, абсолютний максимум 40 °C. Опадів — 472 мм на рік.
| Кліматограма Марнеулі | Кліматограма Марнеулі | Кліматограма Марнеулі | Кліматограма Марнеулі | Кліматограма Марнеулі | Кліматограма Марнеулі | Кліматограма Марнеулі | Кліматограма Марнеулі | Кліматограма Марнеулі | Кліматограма Марнеулі | Кліматограма Марнеулі | Кліматограма Марнеулі |
| --- | --------------------- | --------------------- | --------------------- | --------------------- | --------------------- | --------------------- | --------------------- | --------------------- | --------------------- | --------------------- | --------------------- |
| С | Л                     | Б                     | К                     | Т                     | Ч                     | Л                     | С                     | В                     | Ж                     | Л                     | Г                     |
| 28 6 −4 | 34 8 −3               | 54 12 0               | 71 16 5               | 59 22 10              | 29 27 15              | 17 30 19              | 18 31 19              | 30 25 15              | 53 18 8               | 47 12 1               | 32 7 −3               |
| Середня макс. і мін. температури повітря (°C) Атмосферні опади (мм), за рік : 472 мм. Джерело: «Climate-Data.org» (англ.) |                       |                       |                       |                       |                       |                       |                       |                       |                       |                       |                       |

## Історія
Марнеулі - центр Марнеульського муніципалітету Грузії, до 1947 місто було відоме як Борчали, з 1947 по 1952 Сарвані (груз. სარვანი; азерб. Sarvan).
1 липня в 1625 році на північ від Марнеулі біля річки Алгеті на Марабдинському полі відбувся великий бій грузинських військ з перськими завойовниками, грузинською армією командував Гиоргия Саакадзе, грузини спочатку майже перемогли перську армію Іси-хана, але потім все ж були розбиті і перси увійшли в Тбілісі.
19 грудня в 1918 біля річки Храми (8 кілометрів на південь від районного центру) відбулась грузино - вірменська війна. А через 3 роки в 1921 році відбулася радянсько-грузинська війна, Марнеулі знову став центром військових дій - через нього в Тбілісі йшли частини радянської 11-ї армії.
8 серпня 2008 року під час збройного конфлікту в Південній Осетії російські літаки бомбардували аеродром міста, у результаті чого загинуло 3 особи та була зруйнована ЗПС аеродрому в Марнеулі.

## Населення

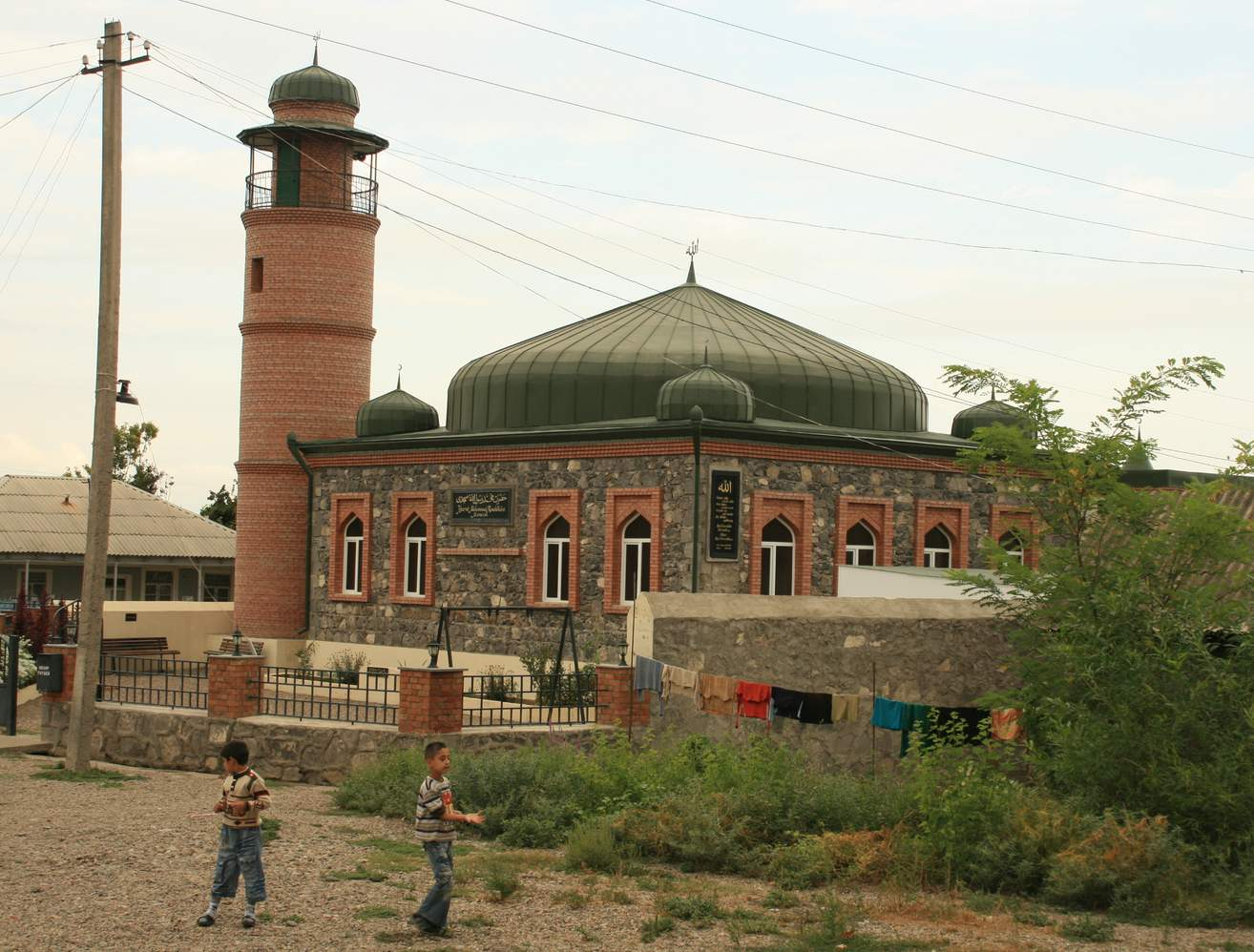
Мечеть в селі Іміра

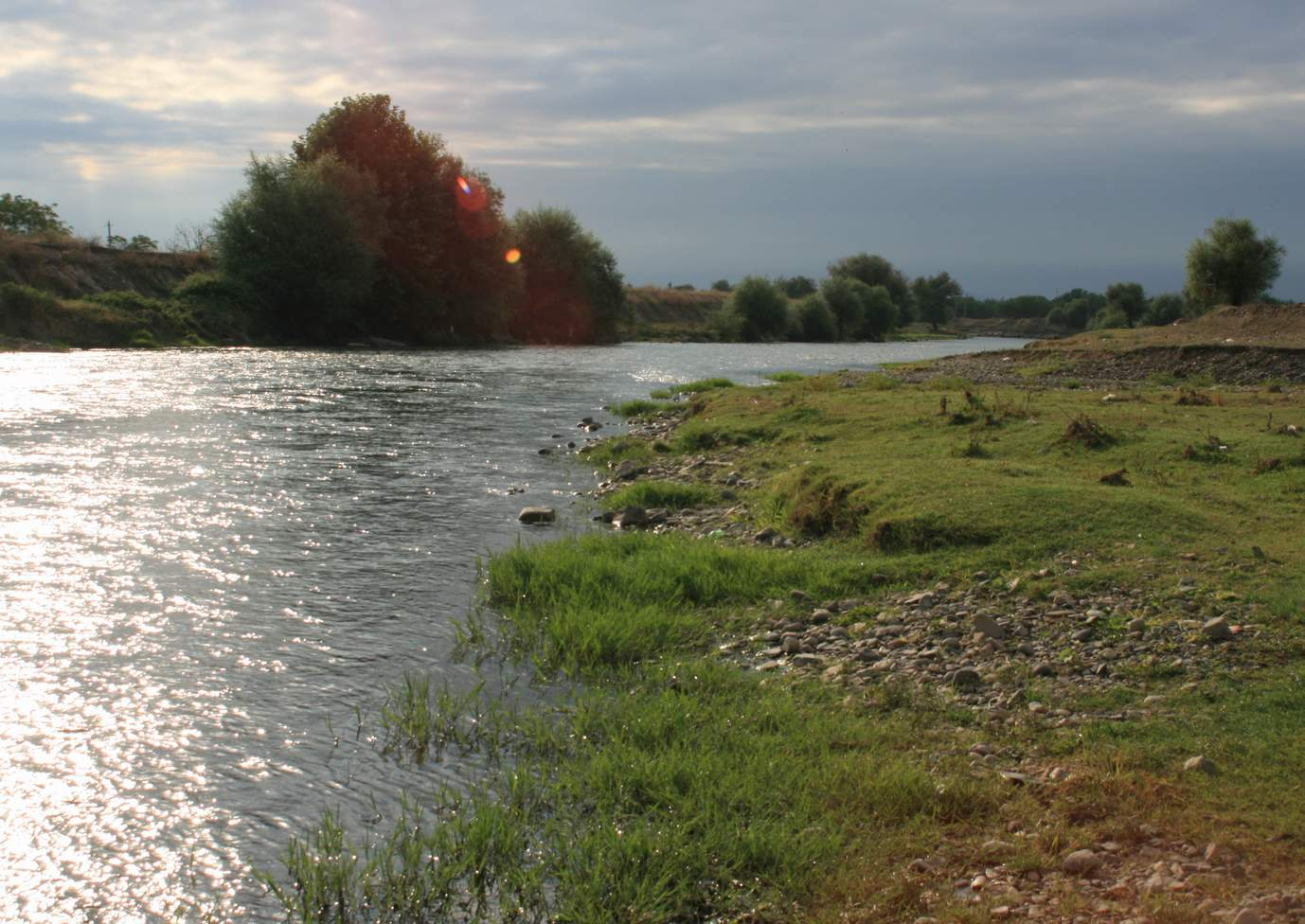
Річка Храми

За всесоюзного перепису населення 1989 року в Марнеулі проживало 27 557 чоловік.
Згідно з офіційними даними уряду Грузії населення Марнеулі в 2006 становило 20,1 тис. осіб, з яких 83,1% азербайджанці.
| Рік  | Чисельність | Чисельність |
| ---- | ----------- | ----------- |
| 1959 | 12 400      | [ 8 ]       |
| 1970 | 15 829      | [ 8 ]       |
| 1979 | 19 568      | [ 8 ]       |
| 1989 | 27 557      | [ 8 ]       |

| Рік  | Чисельність | Чисельність |
| ---- | ----------- | ----------- |
| 2002 | 20 065      | [ 8 ]       |
| 2014 | 20 211      | [ 9 ]       |
| 2016 | 21 323      | [ 8 ]       |
| 2017 | 21 775      | [ 8 ]       |

| Рік  | Чисельність | Чисельність |
| ---- | ----------- | ----------- |
| 2018 | 22 244      | [ 8 ]       |
| 2019 | 22 654      | [ 8 ]       |
| 2020 | 23 118      | [ 8 ]       |
| 2021 | 23 604      | [ 8 ]       |

| Рік  | Чисельність | Чисельність |
| ---- | ----------- | ----------- |
| 2022 | 23 895      | [ 8 ]       |
| 2023 | 24 928      | [ 1 ]       |

| Рік  | Чисельність | Чисельність |
| ---- | ----------- | ----------- |
| 1959 | 12 400      | [ 8 ]       |
| 1970 | 15 829      | [ 8 ]       |
| 1979 | 19 568      | [ 8 ]       |
| 1989 | 27 557      | [ 8 ]       |

| Рік  | Чисельність | Чисельність |
| ---- | ----------- | ----------- |
| 2002 | 20 065      | [ 8 ]       |
| 2014 | 20 211      | [ 9 ]       |
| 2016 | 21 323      | [ 8 ]       |
| 2017 | 21 775      | [ 8 ]       |

| Рік  | Чисельність | Чисельність |
| ---- | ----------- | ----------- |
| 2018 | 22 244      | [ 8 ]       |
| 2019 | 22 654      | [ 8 ]       |
| 2020 | 23 118      | [ 8 ]       |
| 2021 | 23 604      | [ 8 ]       |

| Рік  | Чисельність | Чисельність |
| ---- | ----------- | ----------- |
| 2022 | 23 895      | [ 8 ]       |
| 2023 | 24 928      | [ 1 ]       |

| Народ              | на 1939, підсумки всесоюзного перепису населення 1939 року | на 1989, підсумки всесоюзного перепису населення 1989 року |
| ------------------ | ---------------------------------------------------------- | ---------------------------------------------------------- |
| Азербайджанці      | 3 459 (81.72 %)                                            | 18 498 (68.21 %)                                           |
| Вірмени            | 256 (6.05 %)                                               | 1 455 (5.37 %)                                             |
| Уруми              | 17 (0.4 %)                                                 | 2 399 (8.85 %)                                             |
| Грузини            | 26 (0.61 %)                                                | 2 091(7.71 %)                                              |
| Росіяни і Українці | 345 (8.15 %)                                               | 2 304 (9 %)                                                |
| Осетини            | 1 (0.2 %)                                                  | 72 (0.27 %)                                                |
| Курди і Єзиди      | 1 (0.2 %)                                                  | 6 (0.2 %)                                                  |

## Економіка
У місті діє кілька невеликих підприємств: консервний завод, сиромасло-завод, завод залізобетонних виробів і галантерейна фабрика. Є вузлова залізнична станція Марнеулі, розташована на лінії Тбілісі — Ванадзор. Також в Марнеулі є оптово-роздрібний базар.

## Церкви, храми
- Головна мечеть Марнеулі
- Мечеть Шаріфлі
- Монастир Церакві
- Мечеть (відкрилася в 2010 році в Іміром)

## Освіта
У Марнеулі існує два університети один з яких ім. Гейдара Алієва відкрився в 2008.
- Тбіліський державний університет (філія)
- Грузино-азербайджанський гуманітарний університет ім. Гейдара Алієва

## Неурядові організації
У місті діють наступні неурядові організації:
- Інститут розвитку громадянського суспільства в регіоні «Квемо-Картлі»
- «Культурний Центр Азербайджанців»
- «Гейр»
- «Молодіжний Центр»
- «Общинна радіо: Марнеулі»
- Телеканал Алгет.
- Релігійне товариство «Ахлі-Бейт»